# Тауер-Сіті (Північна Дакота)
Тауер-Сіті (англ. Tower City) — місто (англ. city) в США, в округах Кесс і Барнс штату Північна Дакота. Населення — 268 осіб (2020).

## Географія
Тауер-Сіті розташований за координатами 46°55′35″ пн. ш. 97°40′33″ зх. д. / 46.92639° пн. ш. 97.67583° зх. д. (46.926258, -97.675962).  За даними Бюро перепису населення США в 2010 році місто мало площу 5,38 км², уся площа — суходіл.

## Демографія
Згідно з переписом 2010 року, у місті мешкали 253 особи в 106 домогосподарствах у складі 72 родин. Густота населення становила 47 осіб/км².  Було 115 помешкань (21/км²).
Расовий склад населення:
| - 97,6 % — білих - 1,6 % — корінних американців |

До двох чи більше рас належало 0,8 %. Частка іспаномовних становила 0,0 % від усіх жителів.
За віковим діапазоном населення розподілялося таким чином: 24,1 % — особи молодші 18 років, 65,6 % — особи у віці 18—64 років, 10,3 % — особи у віці 65 років та старші. Медіана віку мешканця становила 39,6 року. На 100 осіб жіночої статі у місті припадало 105,7 чоловіків;  на 100 жінок у віці від 18 років та старших — 106,5 чоловіків також старших 18 років.
Середній дохід на одне домашнє господарство  становив 70 147 доларів США (медіана — 51 094), а середній дохід на одну сім'ю — 83 189 доларів (медіана — 65 625). За межею бідності перебувало 9,4 % осіб, у тому числі 16,9 % дітей у віці до 18 років та 15,0 % осіб у віці 65 років та старших.
Цивільне працевлаштоване населення становило 168 осіб. Основні галузі зайнятості: освіта, охорона здоров'я та соціальна допомога — 20,8 %, мистецтво, розваги та відпочинок — 13,1 %, транспорт — 11,3 %, сільське господарство, лісництво, риболовля — 10,7 %.